# Teenage Mutant Ninja Turtles

Teenage Mutant Ninja Turtles Logo

Teenage Mutant Ninja Turtles (TMNT; in Europa auch als Teenage Mutant Hero Turtles bekannt, kurz TMHT oder Ninja Turtles, entsprechend dem geänderten Intro-Logo) ist eine US-amerikanische Comicserie, die seit 1984 erscheint. Sie wurde ursprünglich von Kevin Eastman und Peter Laird erdacht und produziert. Mittlerweile arbeitet Peter Laird allein an der Comicserie, nachdem Kevin Eastman ihm seine Rechte verkauft hat.
Auf Basis dieser erfolgreichen Comicreihe wurden bisher zwei Zeichentrickserien, eine CGI-Serie, fünf Realverfilmungen, zwei komplett computeranimierte Kinofilme sowie eine wenig erfolgreiche, kurzlebige Realserie entwickelt; außerdem wurden noch einige Spiele parallel zu den Comics und der Zeichentrickserie entwickelt. Zunächst wurde eine Zeichentrickserie auf Basis der Comics entwickelt, die von 1987 bis 1996 in 10 Staffeln lief. Parallel dazu wurden in den frühen 1990er-Jahren drei Realverfilmungen produziert, die jedoch eine von der Zeichentrickserie unabhängige Adaption der Comics darstellen. Im Anschluss an die erste Zeichentrickserie wurde 1997 mit der Produktion einer inhaltlichen unabhängigen Realserie begonnen. Die Serie kam bei den Zuschauern schlecht an, weshalb sie bereits 1998 nach nur einer Staffel wieder eingestellt wurde. Von 2003 bis 2009 wurde eine zweite Zeichentrickserie in 7 Staffeln produziert, welche die Comicvorlage erneut neu adaptierte. Zu dieser zweiten Serie entstand zudem der 2007 veröffentlichte, computeranimierte Kinofilm Teenage Mutant Ninja Turtles und der 81-minütige Fernsehfilm Turtles Forever, der ein Crossover zwischen der aktuellen Zeichentrickserie und der ersten darstellt.
Im Jahr 2009 hat der US-amerikanische Fernsehsender Nickelodeon die Rechte am TMNT-Franchise erlangt und plante einen neuen Kinofilm für das Jahr 2011. Zwischen 2012 und 2017 wurde die CGI-Fernsehserie Teenage Mutant Ninja Turtles ausgestrahlt. 2018 folgte Der Aufstieg der Teenage Mutant Ninja Turtles als 2D-animierte Serie.

## Comic

### Ursprung des Comics
Die beiden Zeichner Kevin Eastman und Peter Laird hatten als Parodie auf die in den 1980ern populären Comicserien Daredevil, X-Men und Ronin eine Kurzgeschichte über vier mutierte, sprechende Riesenschildkröten entwickelt, die von einer ebenfalls mutierten Ratte in der Kunst des Ninjutsu unterwiesen wurden. Nachdem die selbstproduzierte und -gedruckte erste Ausgabe wegen ihres düsteren, schrägen Charmes landesweit begeistert aufgenommen wurde, begannen Eastman und Laird, an weiteren Geschichten zu arbeiten und das Ninja-Turtles-Universum verselbständigte sich, gewann an Tiefe und wuchs über eine bloße Persiflage hinaus. Namensgeber der Turtles waren die vier italienischen Renaissancekünstler Leonardo da Vinci, Michelangelo Buonarroti, Raffaello Sanzio und Donato di Niccolò di Betto Bardi, genannt Donatello.

### Inhalt
Der Comic handelt von den vier mutierten – daher humanoiden – Schildkröten (englisch: Turtles), Leonardo, Donatello, Raphael und Michelangelo, die in der Kanalisation New Yorks leben. Die vier Turtles werden von dem zu einer humanoiden Ratte mutierten Meister Splinter in der asiatischen Kampfkunst Ninjutsu unterrichtet. Meister Splinter übernimmt dabei so etwas wie eine Vaterrolle für die vier Turtles, die zu Beginn der Serie etwa im Teenageralter sind. Er ist ihr Mentor und Erzieher und lernte sein Wissen durch Nachahmung seines früheren Besitzers Hamato Yoshi (in anderen Versionen ist er Hamato Yoshi).
Den einzigen unverdeckten Kontakt zur Oberfläche halten die vier Schildkröten mit einer Wissenschaftlerin namens April O’Neil (in der ersten Zeichentrickserie sowie in den Real-Verfilmungen ist sie eine Fernsehnachrichtenreporterin, in der CGI-Serie ist sie eine Jugendliche) und einem Vigilanten mit Eishockey-Maske namens Casey Jones. Die vier Schildkröten ernähren sich vorzugsweise von Pizza. Jede der vier Hauptfiguren besitzt einen bestimmten Charakterzug. So ist Leonardo (Leo) der ruhige Anführer, Donatello (Donnie) der Denker und Erfinder, Raphael (Raph) der aggressive Rebell und Michelangelo (Mikey) der Komiker. Die Turtles unterscheiden sich durch die Waffen, auf die sie jeweils spezialisiert sind, und in späteren Versionen weiterhin durch die Farben ihrer Gesichtsmasken. Leonardo (blau) kämpft mit zwei Katanas (Schwerter), Donatello (violett) verteidigt sich mit einem Bō (Schlagstock), Raphael (rot) zeichnen seine Sai (Hand-Dreizacke) aus, und Michelangelo (orange) trägt Nunchaku. Der Erzfeind der Ninja Turtles ist der böse Shredder, der Anführer des Ninjaclans der Foot (im Deutschen übersetzt als 'Foot-Gang'), der in der ersten Zeichentrickserie mutierte Untergebene besitzt. In der Realserie wird Dragon Lord ihr schlimmster Feind.
Die Comicserie besteht mittlerweile aus vier Jahrgängen. Im vierten Jahrgang haben sich die Turtles stark weiter entwickelt. Mittlerweile sind sie in ihren Dreißigern, besitzen mehr Kampftechniken und einen aggressiveren Humor, und ihre Freunde April O’Neil und Casey Jones sind verheiratet und haben eine Adoptivtochter namens Shadow. Jedoch wurde die Serie nach dem Verkauf der Nutzungsrechte an Nickelodeon im Jahre 2009 abrupt beendet, ohne die darin begonnenen Handlungsstränge weiterzuführen. Die Mirage Comics sind zurzeit in Neuauflagen von IDW Publishing erhältlich, welche die Rechte an der Verarbeitung des Comicmediums erhalten hat.

### Jahrgänge
| Laufzeit    | Titel | Ausgaben            | US Verlag         | DE Verlag     |
| ----------- | --- | ------------------- | ----------------- | ------------- |
| 1984–1993   | Teenage Mutant Ninja Turtles Volume 1 Teenage Mutant Hero Turtles*                                       | 62 Ausgaben         | Mirage Publishing | Condor        |
| 1987–1989   | Tales of the Teenage Mutant Ninja Turtles Volume 1                                                       | 7 Ausgaben          | Mirage Publishing | -             |
| 1989–1995   | Teenage Mutant Ninja Turtles Adventures Teenage Mutant Hero Turtles*                                     | 72 Ausgaben         | Archie Comics     | Condor        |
| 1991–1992   | Turtle Soup                                                                                              | 4 Ausgaben          | Mirage Publishing | -             |
| 1992–1994   | Teenage Mutant Ninja Turtles Adventures Special                                                          | 11 Ausgaben         | Archie Comics     | -             |
| 1993–1995   | Teenage Mutant Ninja Turtles Volume 2                                                                    | 13 Ausgaben         | Mirage Publishing | -             |
| 1996–1999   | Teenage Mutant Ninja Turtles Volume 3                                                                    | 23 Ausgaben         | Image Comics      | -             |
| 2001–2009   | Teenage Mutant Ninja Turtles Volume 4                                                                    | 32 Ausgaben         | Mirage Publishing | -             |
| 2003        | Teenage Mutant Ninja Turtles                                                                             | 7 Ausgaben          | Dreamwave         | -             |
| 2004–2010   | Tales of the Teenage Mutant Ninja Turtles Volume 2                                                       | 70 Ausgaben         | Mirage Publishing | -             |
| seit 2011   | Teenage Mutant Ninja Turtles                                                                             | bisher 147 Ausgaben | IDW Publishing    | Panini Comics |
| 2012–2013   | Teenage Mutant Ninja Turtles: Micro Series                                                               | 16 Ausgaben         | IDW Publishing    | Panini Comics |
| 2012 & 2014 | Teenage Mutant Ninja Turtles: Annual                                                                     | 2 Ausgaben          | IDW Publishing    |               |
| 2013–2015   | Teenage Mutant Ninja Turtles: New Animated Adventures Teenage Mutant Ninja Turtles: Die neuen Abenteuer* | 24 Ausgaben         | IDW Publishing    | Panini Comics |
| 2013        | Secret History of the Foot Clan Die geheime Geschichte des Foot Clan*                                    | 4 Ausgaben          | IDW Publishing    | Panini Comics |
| 2014        | Utrom Empire                                                                                             | 3 Ausgaben          | IDW Publishing    |               |
| 2014        | Turtles in Time                                                                                          | 4 Ausgaben          | IDW Publishing    |               |
| 2014        | Teenage Mutant Ninja Turtles/Ghostbusters Ghostbusters/Teenage Mutant Ninja Turtles*                     | 4 Ausgaben          | IDW Publishing    | dani books    |
| 2015        | Mutanimals                                                                                               | 4 Ausgaben          | IDW Publishing    |               |
| 2015        | Casey & April                                                                                            | 4 Ausgaben          | IDW Publishing    |               |
| 2015–2016   | Batman/TMNT Batman/Teenage Mutant Ninja Turtles*                                                         | 6 Ausgaben          | IDW Publishing    | Panini Comics |
| seit 2015   | Teenage Mutant Ninja Turtles: Amazing Adventures                                                         | bisher 13 Ausgaben  | IDW Publishing    |               |
| 2016        | Bebop & Rocksteady Destroy Everything!                                                                   | 6 Ausgaben          | IDW Publishing    |               |
| seit 2016   | TMNT Universe                                                                                            | bisher 13 Ausgaben  | IDW Publishing    |               |
| 2016–2017   | Batman/TMNT Adventures Batman Adventures/Teenage Mutant Ninja Turtles*                                   | 6 Ausgaben          | IDW Publishing    | Panini Comics |
| 2017        | Teenage Mutant Ninja Turtles/Usagi Yojimbo                                                               | 1 Ausgabe           | IDW Publishing    |               |
| 2017        | Dimension X                                                                                              | 5 Ausgaben          | IDW Publishing    |               |
| seit 2017   | Teenage Mutant Ninja Turtles/Ghostbusters II                                                             | bisher 1 Ausgabe    | IDW Publishing    |               |
| seit 2017   | Batman/Teenage Mutant Ninja Turtles II                                                                   | bisher 1 Ausgabe    | IDW Publishing    |               |

* Deutscher Titel der Reihe

## Adaption für andere Medien
In den späten 1980er Jahren war die Comicserie mit ihren vier Protagonisten Leonardo, Raphael, Michelangelo und Donatello so populär geworden, dass Fernsehsender den Zeichnern anboten, eine Zeichentrickserie auf der Basis ihrer Charaktere zu produzieren.
Die Zeichentrickserie wurde weltweit zum Erfolg und brachte es auf 10 Staffeln mit insgesamt 193 knapp halbstündigen Episoden. Dem Phänomen Ninja Turtles war Anfang der 1990er Jahre nicht zu entkommen. Es wurden drei Realverfilmungen produziert, welche die Comics unabhängig von der Serie adaptierten. Endlose Massen von Merchandising überschwemmten den internationalen Markt. Andere Comicverlage außer Eastmans und Lairds Mirage Publishing veröffentlichten Ninja-Turtles-Comics (darunter Archie Comics und Image Comics), die alle recht erfolgreich liefen.

### Rollenspiel
Im Jahr 1985 veröffentlichte der Verlag Palladium Books das Rollenspiel Teenage Mutant Ninja Turtles & Other Strangeness. Bis ins Jahr 1994 wurden insgesamt 11 Erweiterungen veröffentlicht.

### Erste Zeichentrickserie 1987–1996
Die Popularität der Comicvorlage in den späten 1980er-Jahren führte dazu, dass Fernsehsender den Turtles-Erfindern Eastman und Laird anboten, eine Zeichentrickserie auf der Basis ihrer Charaktere zu produzieren.

### Realserie
In den späten 1990er Jahren entstand eine an die vorangegangenen Realverfilmungen angelehnte Realserie mit dem Titel Die Ninja-Turtles (englischer Originaltitel: Ninja Turtles: The Next Mutation). In der Serie wird die bekannte Rahmenhandlung jedoch um einen weiteren fünften Turtle erweitert – die verschollene Schwester der Turtles Mei Pieh Chi, auch bekannt unter ihrem Spitznamen Venus de Milo (benannt nach der berühmten Statue: Venus von Milo).

### Zweite Zeichentrickserie
Von 2003 bis 2009 wurde für das US-amerikanische Fernsehen eine neue Zeichentrickserie produziert. Diese neue Serie ist stärker als alle bisherigen Comicadaptionen an den Original-Comic angelehnt.

### CGI-Serie
Zwischen 2012 und 2017 lief die mittlerweile vierte Serienadaption im Fernsehen, dieses Mal von Nickelodeon. Die Serie befasst sich mit den ersten Abenteuern der vier Schildkrötenbrüder in New York City. Es wurden 124 Folgen in fünf Staffeln produziert.

### Dritte Zeichentrickserie
Seit September 2018 wird eine neue 2D-animierte Serie namens Der Aufstieg der Teenage Mutant Ninja Turtles (Rise of the Teenage Mutant Ninja Turtles) auf Nickelodeon ausgestrahlt. Die Charakterdesigns der altbekannten Figuren wurden neu entwickelt und die Rollen verändert. So ist April nun ein afro-amerikanisches Mädchen und Raphael der Anführer der Turtles. Bestellt wurden 26 Episoden in einer Staffel. Der deutschsprachige Ableger Nickelodeons veröffentlichte vorab die erste Episode am 29. Januar 2019 auf YouTube, Instagram, Facebook, der Nick-Website und -App, die Fernsehausstrahlung ist für den 8. April 2019 geplant.

### IDW comic
Nachdem die Mirage Studios 2009 die Rechte an dem Franchise an das Studio Nickelodeon verkauft hatte, veröffentlichte IDW Publishing ab 2011 eine Neuauflage des TMNT-Comics. Deren Atmosphäre hält sich eng an ihre Mirage-Vorlagen, enthält aber auch viele populäre Elemente aus der gesamten Franchise, wie die Figuren Karai, die Utroms, den mutierten Alligator Leatherhead und den Fugitoiden aus den Mirage Comics; Krang, Bebop, Rocksteady, Slash und die Neutrinos aus der 1987er Zeichentrickserie; und Ch'rell, Hun und Angel aus der 2003 Zeichentrickserie.
In dieser Serie beginnen die Turtles und Splinter ihre Existenz als Reinkarnationen von Hamato Yoshi und seinen vier Söhnen, die im mittelalterlichen Japan vom Shredder ermordet wurden, nachdem Yoshi sich gegen dessen blutdürstige Führung des Foot Clans widersetzte und damit als Verräter gebrandmarkt wurde. Jedoch ist das Geheimnis um ihre Mutation viel tiefer mit dem Schicksal der ganzen Erde verknüpft, als sie es sich zuerst haben vorstellen können: Der utronomische Kriegsherr Krang versucht insgeheim, die Erde für die letzten Überlebenden seines Volkes zu kolonisieren, und das Mutagen, welches seiner toten Heimatwelt entstammt, hat auch dazu beigetragen, dass der Shredder bis in die heutige Zeit überdauern konnte, um letztendlich die Herrschaft über New York antreten zu können. Dazu kommt, dass eine Gruppe von uralten unsterblichen Wesen, die in uralten Zeiten als Götter verehrt wurden, sich wieder erheben und in einer Art „Spiel“ – mit den Protagonisten der Serie als ihre „Schachfiguren“ – die Herrschaft über die Menschheit untereinander streitig machen.

### Verfilmungen
Die erste Zeichentrickserie steigerte die Beliebt- und Bekanntheit des Turtles-Franchise so weit, dass Anfang der 1990er-Jahre drei Realverfilmungen entstanden, welche die Comicvorlage unabhängig von der parallel laufenden Zeichentrickserie neu adaptierten. Dank des Engagements von Regisseur Steve Barron orientierte sich die erste Realverfilmung wieder mehr am ursprünglichen Comic. Die erste Verfilmung war derart erfolgreich, dass kurz darauf eine Fortsetzung produziert wurde. Der zweite Teil war deutlich weniger erfolgreich. Dennoch wurde ein dritter Teil produziert, der jedoch noch weniger Erfolg an den Kinokassen hatte. Infolgedessen wurden zunächst keine weiteren Filme mehr produziert.
Nachdem seit 2003 in den Vereinigten Staaten von Amerika eine sehr erfolgreiche neue Zeichentrickserie ausgestrahlt wurde, welche die Comicvorlage noch einmal neu, deutlich originalgetreuer adaptierte, produzierte man einen komplett computeranimierten Film, der auf dieser Serie aufbaute. 2009 wurde anlässlich des 25-jährigen Jubiläums der Turtles mit Teenage Mutant Ninja Turtles: Turtles Forever ein weiterer Zeichentrick-Film produziert. Im Gegensatz zu den bisherigen vier Filmen, baute er auf der Handlung der ersten und zweiten Zeichentrickserie auf.
2014 kam eine neue Realverfilmung unter dem Titel Teenage Mutant Ninja Turtles in die Kinos. Der Stoff wurde von Paramount Pictures, Nickelodeon, Michael Bay und Platinum Dunes neu umgesetzt, die Regie übernahm Jonathan Liebesman. Als Turtles waren Alan Ritchson (Raphael), Johnny Knoxville (Leonardo), Jeremy Howard (Donatello) und Noel Fisher (Michelangelo) zu hören, Splinter wurde von Tony Shalhoub gesprochen. Megan Fox war als April O’Neil zu sehen, Will Arnett spielte den Kameramann Vern Fenwick und William Fichtner spielte den Antagonisten des Films. Obwohl der Film auf negative Kritiken stieß – bei Rotten Tomatoes hält der Film auf Basis von 131 ausgewerteten Kritiken nur eine Bewertung von 21 % – kam 2016 ein Sequel mit dem Titel Teenage Mutant Ninja Turtles Out of the Shadows in die Kinos.
Für den 9. Oktober 2026 ist eine Fortsetzung von Teenage Mutant Ninja Turtles: Mutant Mayhem geplant. Zudem erhält der Comic The Last Ronin eine Realverfilmung, die in den USA mit einem R-Rating bewertet werden soll. Tyler Burton Smith schreibt das Drehbuch des Films, während Walter Hamada den Film produziert.
- 1990: Turtles (Originaltitel: Teenage Mutant Ninja Turtles)
- 1991: Turtles II – Das Geheimnis des Ooze (Originaltitel: Teenage Mutant Ninja Turtles II: The Secret of the Ooze)
- 1993: Turtles III (Originaltitel: Teenage Mutant Ninja Turtles III)
- 2007: Teenage Mutant Ninja Turtles (TMNT)
- 2009: Teenage Mutant Ninja Turtles: Turtles Forever
- 2014: Teenage Mutant Ninja Turtles
- 2016: Teenage Mutant Ninja Turtles: Out of the Shadows
- 2019: Batman vs. Teenage Mutant Ninja Turtles
- 2022: Der Aufstieg der Teenage Mutant Ninja Turtles – Der Film (Rise of the Teenage Mutant Ninja Turtles: The Movie)
- 2023: Teenage Mutant Ninja Turtles: Mutant Mayhem

### Videospiele
Im Laufe der Zeit entstand eine große Anzahl an Videospielen basierend auf der klassischen und neuen Serie sowie auf dem Animationsfilm.
| Titel                                                            | Plattform/en                                                                   | Erscheinungsdatum |
| ---------------------------------------------------------------- | ------------------------------------------------------------------------------ | ----------------- |
| Teenage Mutant Hero Turtles                                      | NES, C64                                                                       | 1989              |
| Teenage Mutant Hero Turtles II: The Arcade Game                  | NES                                                                            | 1990              |
| Teenage Mutant Ninja Turtles: Fall of the Foot Clan              | Game Boy                                                                       | 1990              |
| Teenage Mutant Hero Turtles II: Back from the Sewers             | Game Boy                                                                       | 1991              |
| Teenage Mutant Hero Turtles III: The Manhattan Project           | NES                                                                            | 1991              |
| Teenage Mutant Hero Turtles: The Hyperstone Heist                | Sega Mega Drive                                                                | 1991              |
| Teenage Mutant Hero Turtles IV: Turtles in Time                  | SNES                                                                           | 1991              |
| Teenage Mutant Hero Turtles III: Radical Rescue                  | Game Boy                                                                       | 1993              |
| Teenage Mutant Hero Turtles: Tournament Fighters                 | SNES, NES, Sega Mega Drive                                                     | 1993              |
| Teenage Mutant Ninja Turtles                                     | GameCube, Game Boy Advance, Xbox, PlayStation 2, PC                            | 2003              |
| Teenage Mutant Ninja Turtles 2 – Battle Nexus                    | GameCube, Game Boy Advance, Xbox, PlayStation 2, PC                            | 2004              |
| Teenage Mutant Ninja Turtles 3 – Mutant Nightmare                | GameCube, Nintendo DS, Xbox, PlayStation 2                                     | 2005              |
| Teenage Mutant Ninja Turtles – Mutant Melee                      | GameCube, Xbox, Playstation 2, PC                                              | 2005              |
| Teenage Mutant Ninja Turtles – Fast Forward – Ninja Training NYC | Handyspiel                                                                     | 2006              |
| Teenage Mutant Ninja Turtles – Power of 4                        | Handyspiel                                                                     | 2007              |
| TMNT                                                             | Wii, Xbox 360, PlayStation 2, PSP, Nintendo DS, GameCube, Game Boy Advance, PC | 2007              |
| Teenage Mutant Ninja Turtles: Smash Up                           | Wii, PlayStation 2                                                             | 2009              |
| Teenage Mutant Ninja Turtles: Turtles in Time Re-Shelled         | PlayStation 3, Xbox 360                                                        | 2009              |
| Teenage Mutant Ninja Turtles: Arcade Attack                      | Nintendo DS                                                                    | 2009              |
| Teenage Mutant Ninja Turtles: Out of the Shadows                 | PlayStation 3, Xbox 360                                                        | 2013              |
| Teenage Mutant Ninja Turtles: Shredder's Revenge                 | Windows, Linux, Nintendo Switch, Playstation 4, Xbox One                       | 2022              |
| Teenage Mutant Ninja Turtles: The Last Ronin                     | Windows, Playstation 5, Xbox Series                                            | Angekündigt       |

Des Weiteren sind mehrere Spiele als Arcade-Automaten, für den Amiga und weitere Heimcomputer erschienen.